# Jason Culina
Jason Culina [ˈtʃulina] (* 5. August 1980 in Melbourne; kroatische Schreibweise: Jason Čulina) ist ein ehemaliger australischer Fußballspieler und heutiger -trainer. Er absolvierte über 50 Länderspiele für die australische Fußballnationalmannschaft, mit der er an den Fußball-Weltmeisterschaften 2006 und 2010 teilnahm. Auf Vereinsebene spielte er lange Zeit in den Niederlanden, wo er dreimal nationaler Meister mit dem PSV Eindhoven wurde.

## Spielerkarriere

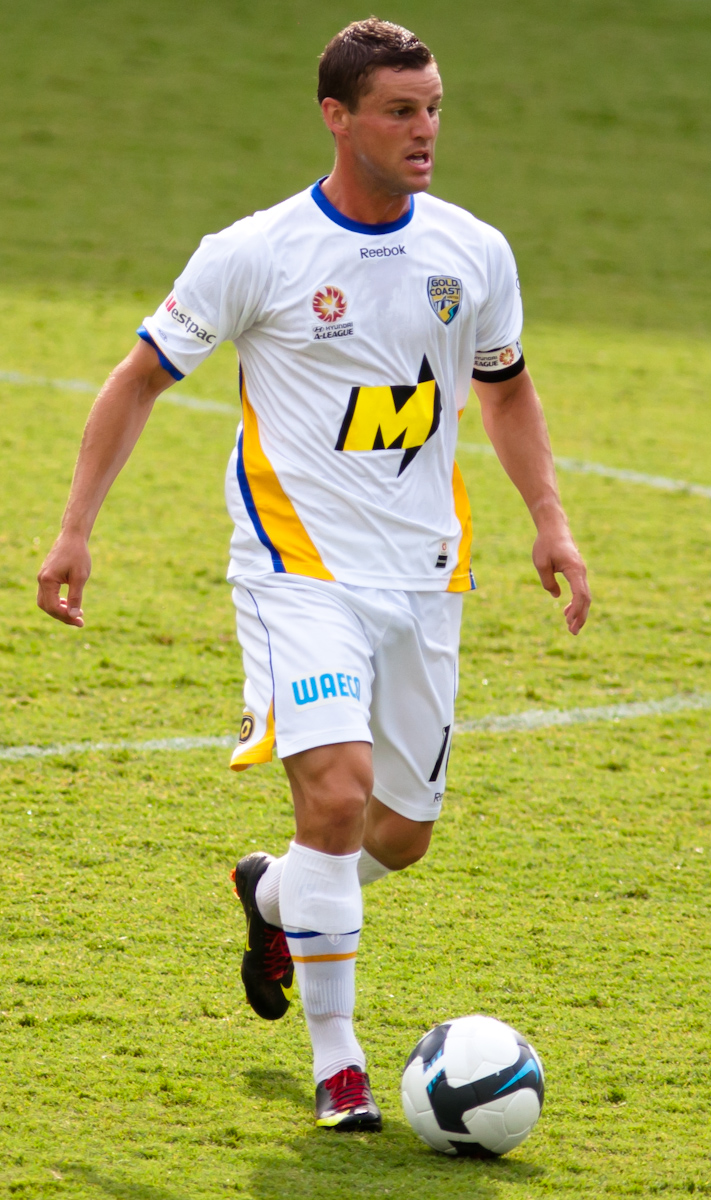
Culina im Trikot von Gold Coast United (2010)

### Verein
Der Mittelfeldspieler, der anfangs noch als Mittelstürmer agierte, begann seine Karriere bei den Lokalrivalen Sydney United und Sydney Olympic in der damaligen höchsten australischen Liga, der National Soccer League. Bei beiden Klubs wurde er jeweils von seinem Vater Branko trainiert. 1997 stand er als 16-Jähriger im Finale um die australische Meisterschaft, das gegen die Brisbane Strikers verloren ging.
Nach über 50 Erstligaspielen wagte er im Jahr 1999 den Sprung in die Niederlande zu Ajax Amsterdam, wo er einen Fünfjahresvertrag unterschrieb. In mehreren Anläufen konnte er sich dort aber nie in der ersten Mannschaft durchsetzen und kam insgesamt nur zu zwei Ligaeinsätzen. Dazwischen lagen jedoch auch zwei durchaus erfolgreiche Spielzeiten in der ersten belgischen Liga bei Germinal Beerschot Antwerpen und in den Niederlanden bei De Graafschap, wohin er jeweils von Ajax ausgeliehen worden war. Nach seinem Wechsel zum FC Twente zur Saison 2004/05 gelang ihm der Durchbruch im niederländischen Vereinsfußball und er erzielte in seiner ersten Saison als Stammspieler elf Ligatore. Kurz nach Beginn der Saison 2005/06 wechselte er zum Meister PSV Eindhoven, wo er bis 2009 unter Vertrag stand. Für den Wechsel hatte sich auch Eindhovens Trainer Guus Hiddink eingesetzt, der gleichzeitig Culinas Trainer bei der australischen Fußballnationalmannschaft war. Beim PSV kam er regelmäßig zum Einsatz und wurde von 2006 bis 2008 dreimal in Folge niederländischer Meister. Neben 98 Spielen in der Eredivisie kam er bis 2009 auch 20 mal in der Champions League zum Einsatz und erreichte mit dem PSV in der Saison 2006/07 das Viertelfinale des Wettbewerbs, wo man nach zwei Niederlagen gegen den späteren Finalisten FC Liverpool ausschied.
Im Sommer 2009 wechselte Culina zurück in seine australische Heimat zum neugegründeten Gold Coast United FC, für den er bis 2011 in 43 Ligaspielen acht Tore erzielte. Zur Saison 2011/12 wechselte er ligaintern zu den Newcastle Jets, die von seinem Vater Branko trainiert wurden. Kurze Zeit nach Vertragsbeginn trennte sich der Verein sowohl von Culina als auch von seinem Vater. Culinas Knieverletzung, die er sich noch zu seiner Zeit bei Gold Coast United zugezogen hatte, erwies sich als karrieregefährdend und der Klubbesitzer Nathan Tinkler verdächtigte Branko Čulina, dass er von der Schwere der Verletzung seines Sohns gewusst hatte. Nachdem Jason Culina mehr als eineinhalb Jahre verletzungsbedingt ohne Spielpraxis war, verpflichtete ihn der Sydney FC im Oktober 2012 und stattete ihn mit einem Vertrag bis Saisonende aus. Culina kam auf acht Ligaspiele und zwei Tore für den Sydney FC. Sein letztes Spiel bestritt er nur wenige Monate nach seinem Comeback, bei der 1:3-Niederlage gegen Melbourne Victory im Januar 2013. Nach Streitigkeiten mit Trainer Frank Farina, unter dem Culina für die Socceroos debütiert hatte, wurde sein Vertrag aufgelöst. Im Juni des gleichen Jahres erklärte er sein Karriereende.

### Nationalmannschaft
Culina durchlief alle australischen Jugendnationalmannschaften. 1999 nahm er mit der U-20-Auswahl an der Weltmeisterschaft in Nigeria teil. Er erzielte ein Tor gegen Saudi-Arabien, schied mit seiner Mannschaft jedoch nach der Vorrunde aus. Im Jahr 2000 war er Teil der australischen Olympiamannschaft bei den Olympischen Spielen in Sydney. Culina kam nur als Einwechselspieler im Spiel gegen Honduras zum Einsatz und schied erneut mit seinem Team nach der Gruppenphase aus.
Culinas Erfolg beim FC Twente folgten im Jahr 2005 auch die ersten Berufungen für die australische A-Nationalmannschaft. Er kam in allen drei Spielen Australiens beim Confed Cup 2005 zum Einsatz und gehörte zu der Mannschaft, die Australien durch den Sieg in den Playoffs gegen Uruguay die erste Teilnahme an einer Fußball-Weltmeisterschaft seit 1974 sicherte. Beim Turnier in Deutschland 2006 verpasste Culina keine Minute und erreichte mit Australien erstmals das Achtelfinale einer Weltmeisterschaft. Culina war auch in den folgenden Jahren im Mittelfeld der Socceroos gesetzt. Er qualifizierte sich mit seiner Mannschaft erneut für die Fußball-Weltmeisterschaft 2010, bei der Australien diesmal nicht über die Vorrunde hinauskam. Bei der Asienmeisterschaft erreichte er 2007 das Viertelfinale und 2011 das Finale. Bei letzterem Turnier kam er nach dem zweiten Gruppenspiel gegen Südkorea aufgrund seiner Knieverletzung nicht mehr zum Einsatz. Auch nach der Asienmeisterschaft kehrte er nicht mehr in die Nationalmannschaft zurück.
Insgesamt bestritt Culina 58 Länderspiele für Australien, in denen er ein Tor erzielte.

### Erfolge
- Reguläre Saison der National Soccer League 1997 mit Sydney United[14]
- Niederländischer Meister mit dem PSV Eindhoven 2006, 2007 und 2008
- Niederländischer Supercup mit dem PSV Eindhoven 2008

## Trainerkarriere
Nach seiner aktiven Karriere war Culina als Jugendtrainer tätig. Zwischenzeitlich assistierte er seinem Vater Branko als Co-Trainer bei den Rockdale City Suns und dem Fraser Park FC.
2017 übernahm er seinen ersten Job als Cheftrainer beim Sydney United FC, bei dem er auch seine Spielerkarriere begonnen hatte. Der Verein spielte zu dieser Zeit in der zweitklassigen New South Wales Premier League.

## Persönliches
Culina ist kroatischen Ursprungs. Seine Großeltern immigrierten Ende der 1960er-Jahre aus Kroatien nach Australien. Jason Culinas Vater ist der bekannte australische Fußballtrainer Branko Čulina. Sein älterer Bruder Dean war ebenfalls Fußballspieler.